# Jim Chones
James Bernett « Jim » Chones, né le 30 novembre 1949 à Racine, dans le Wisconsin, est un joueur américain de basket-ball. Il évolue durant sa carrière au poste de pivot.

## Carrière
Il  joue en NBA de 1975 à 1982, d'abord aux Cavaliers de Cleveland, puis aux Lakers de Los Angeles avec lesquels il remporte le titre en 1980.

## Palmarès
- Champion NBA 1980